# Parque Quase-Nacional Hidaka Sanmyaku-Erimo
O Parque Quase-Nacional Hidaka Sanmyaku-Erimo é um parque quase-nacional localizado na prefeitura japonesa de Hokkaido. Estabelecido em 1 de outubro de 1981, tem uma área de 103 447 hectares.